# Вортон (Меріленд)
Вортон (англ. Worton) — переписна місцевість (CDP) в США, в окрузі Кент штату Меріленд. Населення — 214 особи (2020).

## Географія
Вортон розташований за координатами 39°16′14″ пн. ш. 76°5′30″ зх. д. / 39.27056° пн. ш. 76.09167° зх. д. (39.270490, -76.091745).  За даними Бюро перепису населення США в 2010 році переписна місцевість мала площу 2,44 км², з яких 2,38 км² — суходіл та 0,06 км² — водойми.

## Демографія
Згідно з переписом 2010 року, у переписній місцевості мешкало 249 осіб у 109 домогосподарствах у складі 67 родин. Густота населення становила 102 особи/км².  Було 117 помешкань (48/км²).
Расовий склад населення:
| - 92,0 % — білих - 4,0 % — чорних або афроамериканців - 0,4 % — азіатів - 3,2 % — осіб інших рас |

До двох чи більше рас належало 0,4 %. Частка іспаномовних становила 4,4 % від усіх жителів.
За віковим діапазоном населення розподілялося таким чином: 24,1 % — особи молодші 18 років, 60,6 % — особи у віці 18—64 років, 15,3 % — особи у віці 65 років та старші. Медіана віку мешканця становила 42,2 року. На 100 осіб жіночої статі у переписній місцевості припадало 83,1 чоловіків;  на 100 жінок у віці від 18 років та старших — 87,1 чоловіків також старших 18 років.
За межею бідності перебувало 7,4 % осіб, у тому числі 0,0 % дітей у віці до 18 років та 43,8 % осіб у віці 65 років та старших.
Цивільне працевлаштоване населення становило 38 осіб. Основні галузі зайнятості: науковці, спеціалісти, менеджери — 42,1 %, освіта, охорона здоров'я та соціальна допомога — 42,1 %, мистецтво, розваги та відпочинок — 15,8 %.